# Верджиния-Бич
Верджи́ния-Бич, Вирджи́ния-Бич, Виргиния-Бич (англ. Virginia Beach [və(r)ˈdʒɪniə ˈbiːtʃ]) — город в США, расположенный на юго-востоке штата Виргиния. Самый крупный город в штате и 44-й по населению в США (450 435 человек по данным на 2017 год).
Верджиния-Бич считается курортным городом, с большим количеством пляжей и отелей вдоль побережья. Здесь есть несколько государственных парков, три военные базы и два университета. Город упоминается в книге рекордов Гиннесса как город с самым длинным общественным пляжем для отдыха.

## География
Верджиния-Бич — независимый город на юго-востоке штата Виргиния на побережье Атлантического океана и Чесапикского залива. Граничит с городами Норфолк и Чесапик.
Согласно данным бюро статистики США, город занимает общую площадь 1290 км², из которых 640 км² приходится на сушу и 640 км² — на водные ресурсы. Всего 49,9 % общей площади города занято водой. Средняя высота 3,7 м над уровнем моря. Верджиния-Бич простирается вдоль Чесапикского залива до границы с Северной Каролиной, прибрежная полоса составляет 45 км.

## История
Верджиния-Бич был основан в 1887 году и развивался как курорт со строительством гостиниц и железной дороги, соединившей город с Норфолком. После Первой мировой войны стал важной базой национальной прибрежной обороны. В 1963 году Верджиния-Бич и округ Принцес-Анн слились и сформировали независимый город.

## Население
| Год переписи | Нас.   |  | %±      |
| ------------ | ------ |  | ------- |
| 1910         | 320    |  | —       |
| 1920         | 846    |  | 164,4%  |
| 1930         | 1719   |  | 103,2%  |
| 1940         | 2600   |  | 51,3%   |
| 1950         | 5390   |  | 107,3%  |
| 1960         | 8091   |  | 50,1%   |
| 1970         | 172106 |  | 2027,1% |
| 1980         | 262199 |  | 52,3%   |
| 1990         | 393069 |  | 49,9%   |
| 2000         | 425257 |  | 8,2%    |
| 2010         | 437994 |  | 3%      |
| 2017         | 508433 |  | 16,1%   |

По данным переписи 2010 года население Верджиния-Бич составляло 437 994 человек (из них 49,0 % мужчин и 51,0 % женщин), в городе было 165 089 домашних хозяйств и 113 999 семей. Расовый состав: белые — 67,7 %, афроамериканцы — 19,6 %, азиаты — 6,1 %, коренные американцы — 0,4 %. 6,6 % имеют латиноамериканское происхождение.
Население города по возрастному диапазону по данным переписи 2010 года распределилось следующим образом: 24,0 % — жители младше 18 лет, 4,2 % — между 18 и 21 годами, 61,2 % — от 21 до 65 лет и 10,6 % — в возрасте 65 лет и старше. Средний возраст населения — 34,9 лет. На каждые 100 женщин в Верджиния-Бич приходилось 95,9 мужчин, при этом на 100 совершеннолетних женщин приходилось уже 93,4 мужчин сопоставимого возраста.
Из 165 089 домашних хозяйств 69,1 % представляли собой семьи: 50,7 % совместно проживающих супружеских пар (22,2 % с детьми младше 18 лет); 13,9 % — женщины, проживающие без мужей и 4,4 % — мужчины, проживающие без жён. 30,9 % не имели семьи. В среднем домашнее хозяйство ведут 2,60 человека, а средний размер семьи — 3,08 человека. В одиночестве проживали 23,3 % населения, 7,0 % составляли одинокие пожилые люди (старше 65 лет).

## Экономика
В 2016 году из 358 202 человека старше 16 лет имели работу 217 132. При этом мужчины имели медианный доход в 50 678 долларов США в год против 40 147 долларов среднегодового дохода у женщин. В 2016 году медианный доход на семью оценивался в 79 014 $, на домашнее хозяйство — в 67 719 $. Доход на душу населения — 33 250 $ в год. 6,4 % от всего числа семей в Верджиния-Бич и 8,2 % от всей численности населения находилось на момент переписи за чертой бедности.
Экономика города основана на туризме, обеспечении военных баз (нескольких тренировочных центров, аэродрома, военной части), сельском хозяйств и различных мануфактурах. Ежегодно туристы тратят в Верджиния-Бич более 800 млн долларов и обеспечивают занятость примерно 14 200 человек. В последние годы Верджиния-Бич и Норфолк строят у воды новые торговые центры, конференц-центры и концертные площадки.

## Климат
Климат Вирджинии-Бич — влажный субтропический (Cfa согласно классификации климата Кёппена). Зимы обычно прохладные, возможны небольшие снегопады. Лето жаркое и влажное.
Благоприятное географическое положение города вдали от основных маршрутов прохождения штормовых циклонов сделали Вирджинию-Бич популярным местом для отдыха.
| Показатель                    | Янв. | Фев. | Март | Апр. | Май  | Июнь | Июль | Авг. | Сен. | Окт. | Нояб. | Дек. | Год  |
| ----------------------------- | ---- | ---- | ---- | ---- | ---- | ---- | ---- | ---- | ---- | ---- | ----- | ---- | ---- |
| Абсолютный максимум, °C       | 29   | 28   | 33   | 36   | 38   | 39   | 41   | 41   | 38   | 35   | 30    | 28   | 41   |
| Средний суточный максимум, °C | 8,9  | 10,5 | 14,6 | 19,8 | 24,1 | 28,6 | 30,8 | 29,5 | 26,3 | 21,2 | 16,2  | 11,2 | 20,2 |
| Средний суточный минимум, °C  | 0,4  | 1,3  | 4,7  | 9,4  | 14,4 | 19,5 | 22,2 | 21,5 | 18,5 | 12,2 | 7,0   | 2,3  | 11,2 |
| Абсолютный минимум, °C        | −19  | −17  | −10  | −5   | 2    | 7    | 12   | 9    | 4    | −3   | −8    | −15  | −19  |
| Норма осадков, мм             | 86   | 79   | 93   | 86   | 86   | 108  | 130  | 140  | 120  | 86   | 80    | 82   | 1181 |
| Источник: NOAA                |      |      |      |      |      |      |      |      |      |      |       |      |      |